# Cao Liguo
Cao Liguo (n. 4 octombrie 1998, Guangxi, Republica Populară Chineză) este un luptător ce a reprezentat Republica Populară Chineză, medaliat olimpic. A participat la o ediție a Jocurilor Olimpice (2024) în care a câștigat o medalie de argint.